# 玛丽亚·雷萨
玛丽亚·安赫莉塔·雷萨（1963年10月2日—）是菲律宾记者，曾担任CNN东南亚首席调查记者。
目前她擁有菲律賓與美國的雙重國籍。

## 早年
1995年至2005年，雷萨於CNN雅加達辦事處工作。她是CNN在亞洲的首席調查記者。2010年9月，她為《華爾街日報》撰寫了一篇文章，批評時任總統阿基諾三世對人質危機的處理。

## 生平
2013年创办新闻网站《拉普勒》（Rappler），2018年度选为时代杂志年度风云人物之一。因公开批评菲律宾总统杜特尔特而遭到多次逮捕。
2018年，獲得自由新聞金筆獎。2020年获图霍尔斯基奖。
2021年诺贝尔和平奖得主，也是首位獲得诺贝尔奖的菲律賓籍女性。她與俄羅斯獨立報「新報」（Novaya Gazeta）總編輯德米特里·穆拉托夫（Dmitry Muratov）共獲諾貝爾和平獎殊榮。在挪威奧斯陸市政廳領獎致詞時，提到美國網路企業透過傳播仇恨牟利，「我們當今最需要做的，是改變仇恨和暴力，改變在我們資訊生態系統中流淌的有毒污泥」。她說，美國科技巨擘「偏頗事實，對記者有偏見，蓄意把媒體分化、激進化」。
2022年1月18日，菲律賓馬尼拉的法院宣判記者雷薩和新聞媒體Rappler逃稅罪名不成立，稅務上訴法院表示，檢察官未能排除合理懷疑證明其有罪，並得出結論認為雷薩女士和Rappler沒有從交易中獲益。雷薩則指是新聞自由和真相的勝利。